# Il coraggio di parlare
Il coraggio di parlare è un film del 1987 diretto da Leandro Castellani, tratto dall'omonimo romanzo di Gina Basso.

## Trama
Calabria: un ragazzino quattordicenne di nome Vincenzino, viene arruolato senza saperlo dalla 'ndrangheta, che lo sfrutta come corriere di droga. Ben presto, accortosi del suo reale lavoro per la seconda volta, decide di lasciare tutto e di trasferirsi a Milano per lavorare in fabbrica. Venuto a conoscenza dell'uccisione di un suo amico, Fortunato, Vincenzino torna in paese e denuncia i colpevoli, i carabinieri arrestano il boss don Carmelo riuscendo quindi a sventare l'omicidio del giovane coraggioso, che diventa un eroe.

## Riprese
Molte scene del film, con l'impiego di militari e mezzi dell'Arma dei Carabinieri di Crotone e Cirò Marina, sono state girate nei dintorni dei comuni di Crotone, Isola di Capo Rizzuto e Le Castella.

## Colonna sonora
La colonna sonora è di Paolo Zavallone, meglio noto come El Pasador. Il tema del film è la canzone Gli occhi della libertà (testo di Mogol), composta dallo stesso Zavallone e cantata da sua figlia Cristina.

## Distribuzione
Il film uscì nell'ottobre 1987 e fu trasmesso su Rai 1 il 19 maggio 1991. Non è mai stato distribuito in VHS o DVD e al momento attuale risulta irreperibile.

## Premi
- Premio Grifone d'oro al Giffoni Film Festival 1987[4]
- Premio per la qualità della scenografia del Ministero del turismo e dello spettacolo
- Premio Sezione Giovani al XV Festival Cinematografico di Mosca, 1987
- Premio della Giuria popolare al Festival del Cinema Italiano di Villerupt (Francia), 1987
- Premio Giuseppe Fava del Sindacato Nazionale Giornalisti Cinematografici, 1987
- Primo premio Targa Pier Paolo Pasolini alla XXVIII Rassegna del Cinema neorealista e d’avanguardia, 1987
- Premio del pubblico alla Rassegna “Valori spirituali e umani nel cinema” indetta dall’Ente dello Spettacolo
- Premio della Giuria popolare a regista e protagonista alla Rassegna “Cinema e Società” di Pietradefusi
- Premio Torre Aragonese, Premio Kroton, Premio Città d’oro e vari riconoscimenti tributati a Messina, Crotone, Avellino, Veroli, Milazzo, Ferrara, Cosenza, ecc.